# Aphodius arvernicus
Espèce
Synonymes
- Aphodius immundus Creutzer, 1799 [pro parte : tête][1]
- Aphodius rufus (Moll), 1782 [pro parte : arrière-corps et abdomen][1]
- Aphodius groupe punctipennis Erichson, 1849 [pro parte : édéage] (sans certitude)[1]

Aphodius arvernicus est une espèce factice d'insectes coléoptères de la famille des Aphodiidae et du genre Aphodius liée à une fraude scientifique. 
Décrite par Hoffmann en 1928, cette espèce est alors considérée comme endémique de la région Auvergne. En 1999, Patrice Bordat la démystifie en démontrant qu'il s'agit d'une chimère composée de parties recollées appartenant à deux espèces d'Aphodius distinctes.

## Les auteurs
- Adolphe Hoffmann (1889-1967) est un coléoptériste amateur très actif au sein de la Société entomologique de France. Il est considéré à partir de 1950 comme le spécialiste européen des familles Curculionidae, Bruchidae et Scolytidae. Sa collection de coléoptères est aujourd'hui au Muséum national d'histoire naturelle à Paris[3].
- Henri Venet (1881-1957) est un coléoptériste amateur ayant regroupé une vaste et riche collection personnelle de Coléoptères issus de l'écozone paléarctique. Cette collection est tout d'abord léguée à la Société d'histoire naturelle d'Auvergne puis donnée au Muséum d'histoire naturelle Henri-Lecoq de Clermont-Ferrand en 1967[4].

## Description originale
Selon Hoffmann, Venet capture deux spécimens femelles dans la plaine de Laschamp, sur la commune de Saint-Genès-Champanelle dans le Puy-de-Dôme. Son confrère lui en offre un exemplaire en 1928 ; et c'est sur cette base qu'Hoffmann décrit sa nouvelle espèce dans le Bulletin de la Société entomologique de France de 1928. Selon lui, « la parfaite homogénéité des deux individus, tant au point de vue de la forme, de la couleur, que des caractères généraux, ne laisse aucun doute sur leur valeur spécifique ». Il place cette nouvelle espèce au sein du genre Aphodius et la nomme Aphodius arvernicus. Cette épithète est une référence à son lieu de récolte : arvernicus désigne les Arvernes et par extension l'Auvergne. Hoffmann propose ainsi un endémisme régional. Plus tard, un mâle est capturé au lac d'Aydat, toujours dans le même département.
Hoffmann décrit un insecte au corps oblong brun rougeâtre, brillant au dessus et à ventre plus pâle d'une longueur de 5,6 mm. Il indique qu'il se distingue nettement d'Aphodius rufus par la conformation du chaperon non lobé latéralement et par l'absence de tubercules frontaux. Par contre, sa tête est assez similaire à celle d'Aphodius immundus (aujourd'hui nommée Acanthobodilus immundus) mais l'ensemble du corps s'en différencie par sa brillance et l'absence d'angles huméraux aigus.
Par analogie avec A. rufus, Hoffmann place A. arvernicus au sein du sous-genre Bodilus.

## Révélation de la supercherie
En 1999, Patrice Bordat est un entomologiste non professionnel rattaché au Muséum national d'histoire naturelle de Paris et spécialisé dans la famille des Aphodiidae. Ressortant les collections d'Hoffmann, il retrouve deux spécimens  d’A. arvernicus, un mâle et une femelle, et découvre la supercherie. A. arvernicus est une chimère créée de toutes pièces sur la base d'une tête d’Aphodius immundus et d'un corps d’Aphodius rufus. De plus, le mâle comporte l'édéage d’un Aphodius du groupe punctipennis. En 2004, une femelle est également retrouvée au Muséum Henri Lecoq de Clermont-Ferrand lors d'un programme de restauration et d'inventaire des collections de Venet. Les analyses confirment celles de Bordat, un peu de colle jaunie par le temps s'échappant près des yeux de la chimère.
Cette révélation met fin à de nombreuses années de recherches de la part d'amateurs pour ce Coléoptère auvergnat devenu légendaire et dont la capture aurait assuré à son récolteur les éloges de ses pairs.

## Hypothèses explicatives
Selon Bordat, deux hypothèses pourraient expliquer cette fraude : 
- Venet et Hoffmann créent ensemble les deux exemplaires d’Aphodius arvernicus qu'Hoffmann décrit seul.
- Venet dupe Hoffmann grâce à deux spécimens qu’il a fabriqués lui-même.

Cette dernière hypothèse a la préférence de Calmont et Faure, pour qui Hoffmann, afin de sauver son honneur, aurait fabriqué un troisième individu, le mâle.